# Староникольский сельсовет (Оренбургская область)
Старонико́льский сельсовет — сельское поселение в Красногвардейском районе Оренбургской области Российской Федерации.
Административный центр — село Староникольское.

## История
9 марта 2005 года в соответствии с законом Оренбургской области № 1901/343-III-ОЗ образовано сельское поселение Староникольский сельсовет, установлены границы муниципального образования.

## Население
| 2010 | 2012 | 2013 | 2014 | 2015 | 2016 | 2017 |
| ---- | ---- | ---- | ---- | ---- | ---- | ---- |
| 402  | ↘390 | ↘382 | ↗385 | ↘361 | ↘348 | ↘328 |
| 2018 | 2019 | 2020 | 2021 |      |      |      |
| ↗330 | ↘327 | ↘317 | ↘301 |      |      |      |

## Состав сельского поселения
| № | Населённый пункт | Тип населённого пункта       | Население |
| - | ---------------- | ---------------------------- | --------- |
| 1 | Гремучий         | посёлок                      | 17        |
| 2 | Староникольское  | село, административный центр | 385       |